# Mormonizem
Mormonizem je izraz, s katerim opisujemo religiozne, nazorske in kulturne elemente nekaterih vej gibanja Gibanja svetnikov poslednjih dni, natančneje, Cerkve Jezusa Kristusa svetnikov poslednjih dni (Mormonska cerkev).
Izraz izvira iz besede mormon, ki se je prvotno uporabljal kot žaljiv izraz za opis verujočih v Mormonovo knjigo, sveto besedilo, ki naj bi bilo po besedah privržencev »novo pričevanje Jezusa Kristusa« in ki potrjuje pomen Biblije kot dela kanona. Danes se mormonizem uporablja v zvezi s Cerkvijo Jezusa Kristusa svetnikov poslednjih dni, ki ima sedež v Utahu, več manjšimi denominacijami in mormonskimi fundamentalističnimi sektami, katerih privrženci se označujejo kot mormoni kljub nasprotovanju Mormonske cerkve. Vendar pa Mormonska cerkev in njeni člani svoja prepričanja le redko označujejo kot mormonizem. Večina drugih denominacij Gibanja svetnikov poslednjih dni nasprotuje povezovanju izraza z njim. 
1. ↑  (angleško) Terms used in the LDS Restorationist movement Arhivirano 2017-11-14 na Wayback Machine. ReligiousTolerance.org